# Katerînivka, Novotroiițke
Katerînivka (în ucraineană Катеринівка) este un sat în comuna Volodîmîro-Illinka din raionul Novotroiițke, regiunea Herson, Ucraina.

## Demografie
Componența lingvistică a localității Katerînivka
     Ucraineană (96,13%)
     Rusă (2,58%)
Conform recensământului din 2001, majoritatea populației localității Katerînivka era vorbitoare de ucraineană (96,13%), existând în minoritate și vorbitori de rusă (2,58%).